# Römisches Monumentalgrab von Kenchreai

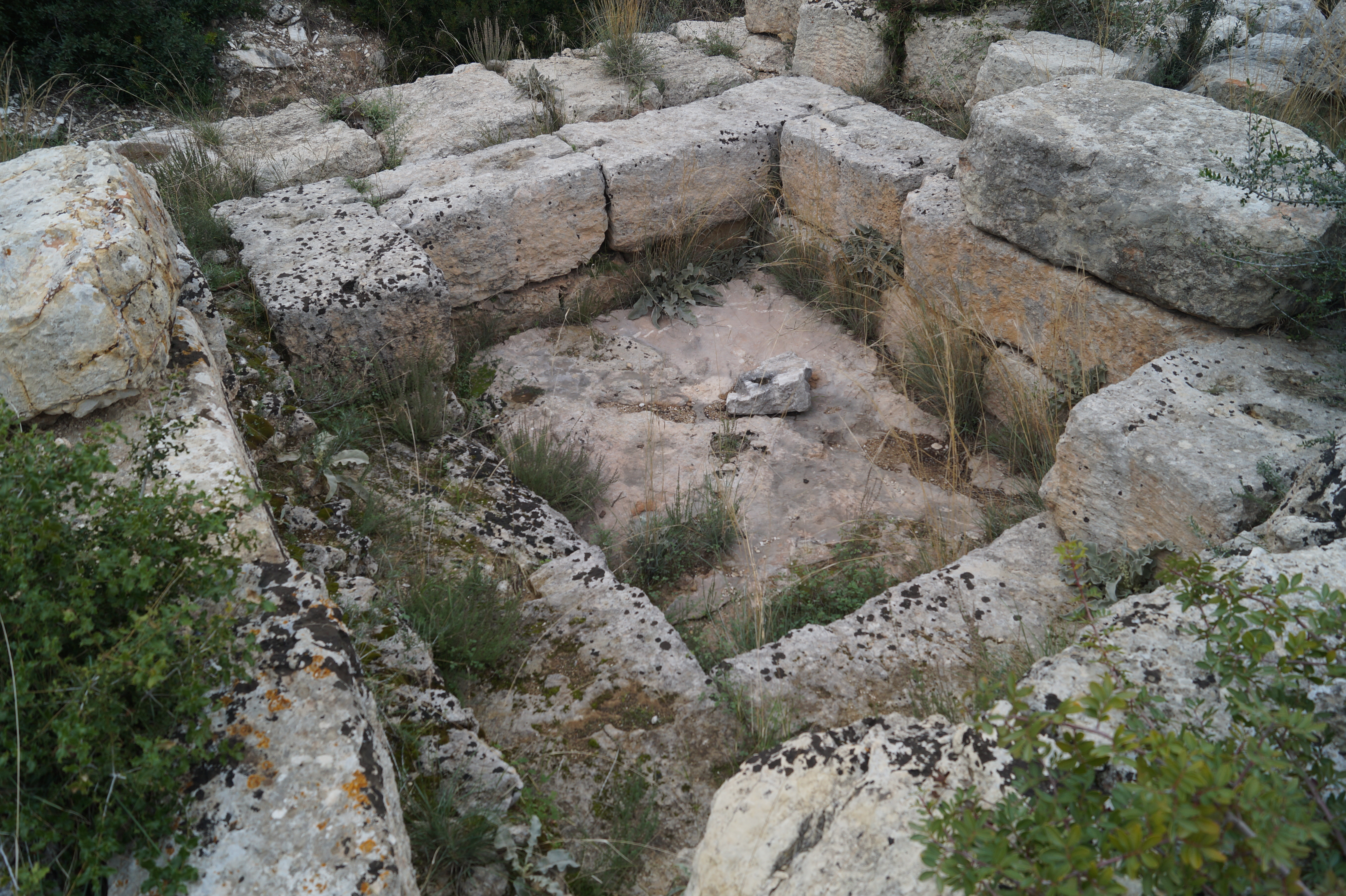
Grabkammer des Grabs

Das Römische Monumentalgrab von Kenchreai ist das Grab eines wohlhabenden Römers in der Nähe des antiken Orts Kenchreai in der Korinthia in Griechenland. Es wurde zwischen der Mitte des 1. und Anfang des 2. Jahrhunderts errichtet.

## Erforschung
Das Grab wurde 1963 etwa 600 m nordöstlich des antiken Hafens von Kenchreai entdeckt. Im Juli und August des folgenden Jahres wurde es von Robert L. Scranton teilweise ausgegraben. Der amerikanische Archäologe Wellington Willson Cummer legte es im März 1969 schließlich vollständig frei.

## Beschreibung

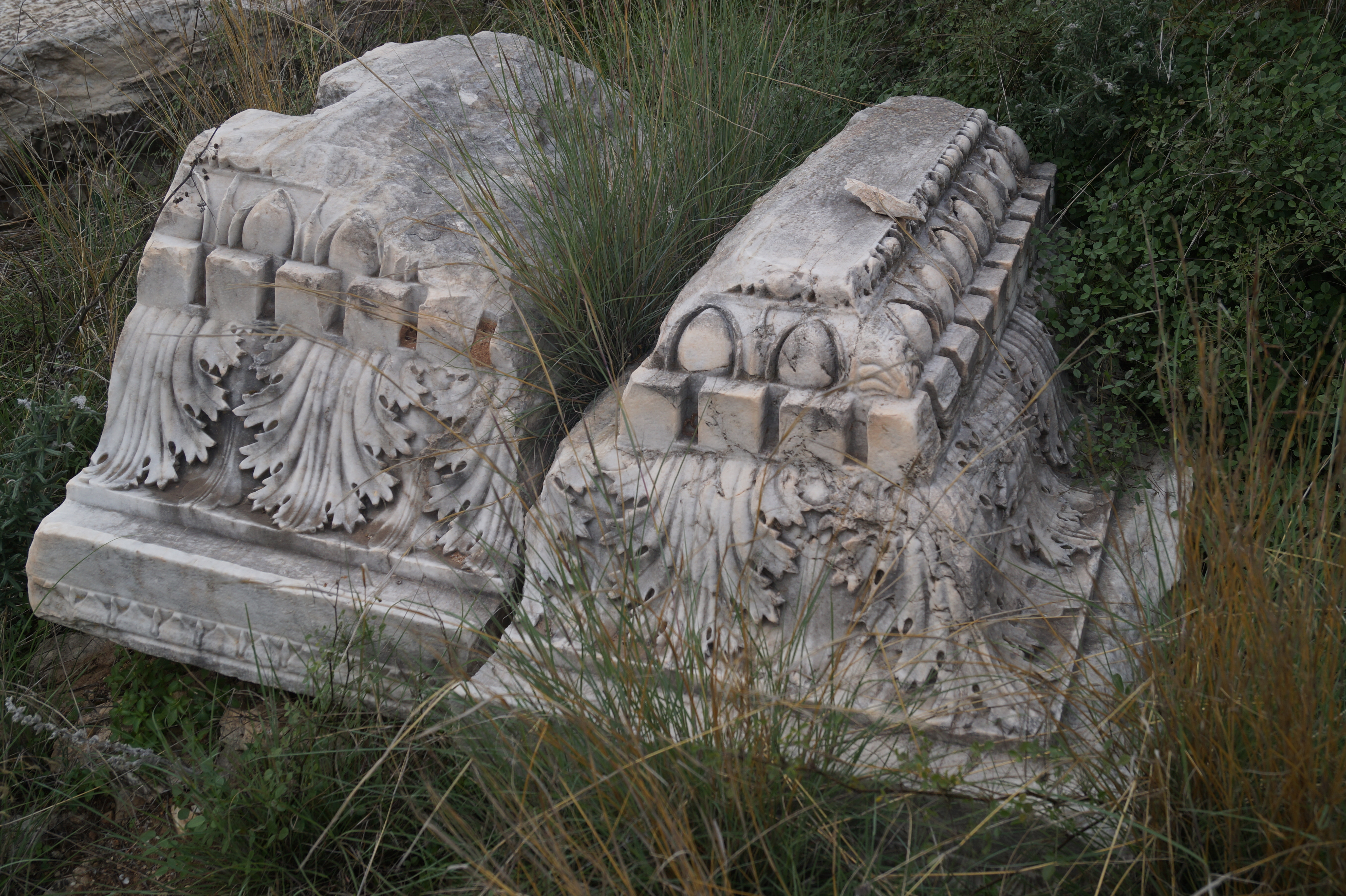
Marmorne Sima des Grabs

Das Grabmal befand sich außerhalb der Stadtmauer von Kenchreai. Es lag wahrscheinlich etwa 200 m östlich der Straße, die von Kenchreai nach Isthmia führte, entfernt und war von dieser aus zu sehen. Die Nähe des Standortes zum Meer scheint auf die enge Beziehung des Grabinhabers zur Seefahrt hinzuweisen. Es war – zu dieser Zeit untypisch – ein freistehendes Grab.
Das Monument stand auf einem zweistufigen, quadratischen Sockel aus eleusinischem Kalkstein mit 10,20 m Kantenlänge. Der ebenfalls quadratische Oberbau mit einer Kantenlänge von 8,35 m hatte eine Höhe von etwa 4 m und war aus Kalkstein, der mit Marmor verkleidet war, gebaut. Das obere Ende wurde mit ionischen Stabornamenten abgeschlossen. Das Wellenprofil war mit lesbischem Blattmuster verziert, darüber gab es Zahnschnitt und eine Sima mit Akanthusblättern. Im Innern gab es eine Grabkammer aus Steinquadern von 1,90 × 2,30 m und einer Höhe von 1,40 m. Hier war der Sarkophag oder die Bestattungsurne beigesetzt worden. Die Grabkammer war vermutlich mit einem falschen Gewölbe aus Steinblöcken überdacht.
Im Osten befand sich wahrscheinlich die Front des Bauwerks, da man hier 41 Bruchstücke einer lateinischen Inschrift fand. Cummer setzte die Bruchstücke zu einem 10-zeiligen Epitaph zusammen und identifizierte in einer optimistischen Rekonstruktion Lucius Castricius Regulus als möglichen Grabinhaber. Dieser ist als wohlhabender und spendabler Römer aus einer anderen Inschrift aus Korinth bekannt. Er war Agonothet der Isthmischen Spiele und Duovir Quinquennalis im Jahre 21/22 n. Chr.
Etwa 6 m südlich des Monuments fand Scranton eine spätrömische oder byzantinische Kirche aus dem 5. oder 6. Jahrhundert. Hier waren einige Architekturfragmente des Grabs verbaut. Daraus ergibt sich, dass zu dieser Zeit das Bauwerk teilweise abgerissen wurde. Etwa 16 m westlich fand man einen Kalkofen, in dem vermutlich die heute fehlenden Marmorfragmente zu Kalk gebrannt wurden. In der Kirche fand man christliche Gräber.